# Admon
Admon (in ebraico אדמון‎?, o אדמון בן גדאי "Admon ben Gaddai" (Gerusalemme, ... – ...; fl. I secolo) è stato un rabbino ebreo antico saggio Tanna e Giudice Superiore del Beth Din.
Fu uno dei tre dayan (giudici religiosi) di Gerusalemme durante l'epoca del Secondo Tempio prima della sua distruzione, e alla fine dell'era dei saggi Zugot. La Mishnah cita sette controversie religiose che Admon disputò con altri saggi ebrei. Uno dei trattati Baraita (nella "legge orale" ebraica) menziona il suo nome completo "Admon ben Gaddai".